# Чебан, Иван Иванович
Иван Иванович Чебан (1924—2006)  — советский хозяйственный, государственный и политический деятель.

## Биография
Родился в 1924 году в Слободзее. Член КПСС с 1953 года.
С 1940 года — на хозяйственной, общественной и политической работе. В 1940—1987 гг. — секретарь исполкома сельского Совета депутатов трудящихся Рошу Кагульского района, счетовод райпотребсоюза, участник Великой Отечественной войны, учитель, комсомольский работник, помощник прокурора Липканского района, помощник прокурора Бельцкой окружной прокуратуры, начальник отдела Прокуратуры Молдавской ССР, прокурор Ниспоренского района, старший помощник прокурора республики по кадрам, заместитель заведующего отделом административных и торгово-финансовых органов ЦК Компартии Молдавии, помощник, затем заместитель Председателя Комитета государственной безопасности при Совете Министров Молдавской ССР, Прокурор Молдавской ССР.
Избирался депутатом Верховного Совета Молдавской ССР 8-11-го созывов.
Умер в Молдавии в 2006 году.